# Frida Leider
Frida Leider (ur. 18 kwietnia 1888 w Berlinie, zm. 4 czerwca 1975 tamże) – niemiecka śpiewaczka operowa, sopran.

## Życiorys
Studia muzyczne odbyła w Berlinie u Otto Schwarza. Na scenie zadebiutowała w 1915 roku w Halle rolą Wenus w Tannhäuserze. Występowała w Rostocku (1916–1918), Królewcu (1918–1919) i Hamburgu (1919–1923). Od 1923 do 1940 roku związana była z berlińską Staatsoper. W latach 1924–1938 występowała ponadto w Covent Garden Theatre w Londynie, gdzie debiutowała tytułowymi rolami w Tristanie i Izoldzie oraz Walkirii Richarda Wagnera. Od 1928 do 1933 roku śpiewała w Stanach Zjednoczonych, kreując role m.in. role Izoldy w Civic Opera w Chicago oraz Brunhildy w Metropolitan Opera w Nowym Jorku. Po 1934 roku występowała w Niemczech. Między 1928 a 1938 rokiem regularnie gościła na festiwalu w Bayreuth. Mimo nacisku władz nazistowskich odmówiła rozwiedzenia się ze swoim mężem, koncertmistrzem berlińskiej opery Rudolfem Demanem, który był żydowskiego pochodzenia.
Od 1945 do 1952 roku występowała w Staatsoper w Berlinie Wschodnim. Wykładała także w zachodnioberlińskiej Hochschule für Musik (1948–1958). Zasłynęła przede wszystkim rolami w operach Richarda Wagnera, ponadto kreowała role w operach W.A. Mozarta, Giuseppe Verdiego, Richarda Straussa oraz w Fideliu Ludwiga van Beethovena. Występowała też jako śpiewaczka koncertowa. Dysponowała głosem cechującym się ciemną barwą. Opublikowała swoje wspomnienia pt. Das war mein Teil. Erinnerungen einer Opersängerin (Berlin 1959; tłum. ang. Playing My Part Nowy Jork 1966).
Odznaczona została duńskim Medalem „Ingenio et arti” (1933) i niemieckim Krzyżem Oficerskim Orderu Zasługi RFN (1968).